# Kisvárosi karácsony
A Kisvárosi karácsony (eredeti cím: A Christmas In Tennessee) 2018-ban bemutatott amerikai televíziós romantikus, családi film Gary Yates rendezésében. A főszerepet Rachel Boston, Andrew W. Walker, Patricia Richardson és Kate Moyer alakítja.
Egy kisvárosi pék megállít egy ingatlanfejlesztőt az épületek lerombolásában.

## Cselekmény
Az elvált Allison Brentley az édesanyjával és serdülő lányával, Oliviával él szülővárosában, a Tennessee állambeli White Pinesban (Smoky Mountains). Allison a francia cukrászképzést félbeszakította, amikor évekkel korábban terhes lett. Később apja kórházba került, majd meghalt. Ő vezette a pékség pénzügyi könyvelését. Apja halála után örökségük egy családi vállalkozás, a Rocky Top Bakery, a kisváros kedvenc péksége, ahol édesanyja, Martha is aktívan besegít a sütemények készítésébe. Allison nem örökölte apja pénzügyi hozzáértését, így a vállalkozás folyamatosan anyagi nehézségekkel küzd.
Olivia tanárnője megmutatja Allisonnak azt a karácsonyi kívánságlevelet, amiben a lánya arról ír, hogy az anyukájának kevés a jövedelme, és azt kívánja, hogy több ember vásároljon a süteményekből, mert azok a legjobbak a világon, és hogy édesanyjának többé ne kelljen aggódnia a fizetendő számlák miatt. Allison ezen gondolkodva sétál, és a hirtelen feltámadó szél magasra fújja a levelet a kezéből.
Egy szőke hölgy érkezik a pékségbe, piros pelerinben, hogy vásároljon valamit a férjének, aki eléggé édesszájú. Megkóstol egy sütit, nagyon ízlik neki, abból elvisz magával három tucatot, majd elmegy.
Allison egy régiségboltban találkozik egy fiatalemberrel, akit Matthew-nak hívnak és szeretne vásárolni valamit, de nem tudja, mit. Allison segít ajándékot választani Matthew édesanyjának, egy régi, mechanikus varrógépet.
Másnap Allison levelet kap egy nagy, piros borítékban, amin nincs bélyeg. A levelet mintha cirkalmas kézírással írta volna az a hölgy, aki tegnap náluk járt; köszöni a süteményt és bejelenti, hogy a férjével meglátogatják a pékséget egy kis kóstolóra, még az ünnepek előtt, és hogy a partijukra szeretnének nagyobb mennyiségben süteményt rendelni.
Betoppan a pékségbe Matthew Gilbert ingatlanfejlesztő és asszisztense, Rebecca Rowe, ezért úgy tűnik, Allison minden pénzügyi gondja megoldódhat. Szeretnék a pékséget megvenni és átépíteni, aminek a helyén egy exkluzív étterem lenne, a közelben pedig luxusszálloda a síelőknek. Allison elutasítja az ajánlatot. 
Az iskolában a gyerekek a karácsonyi műsorra gyakorolnak, Allison is odamegy. Váratlanul megjelenik Matthew és elnézést kér az asszisztense agresszív viselkedése miatt, majd közös vacsorát javasol, ahol „megbeszélhetik a részleteket”.
Matthew felkeresi a közeli kis sport üzletet is, hasonló vásárlási ajánlattal, mert az ingatlanfejlesztéshez a főtér területét is meg kellene vennie, az pedig két árus közös tulajdonában van. De egy szabály miatt egyikük aláírása is elég a főtér eladásához. Később kiderül, hogy a másik árus, Clive szívesen nyugdíjba menne, hogy a lánya és az unokái közelében lehessen, Nashville-ben. Allison belemegy, hogy megveszi a boltot, a másik ajánlat feléért.
Mivel Allison úgy érzi, volt férje nemcsak őt, de ami fontosabb, Oliviát is elhagyta, azóta abbahagyta a randizást, hogy többé ne hozza Oliviát ilyen helyzetbe, és elhárítja egyik barátnője  ajánlatát, aki össze akarja hozni valakivel.
Mrs. „M” megjelenik a férjével, „Mik”-kel (aki úgy néz ki, ahogyan a Mikulást elképzeljük), Olivia ámulva figyeli őket, úgy véli, hogy a Mikuláshoz írt kívánsága valóra vált. A pár megkóstol néhány süteményt, majd több száz darabos megrendelést ad le egy karácsonyi partira. De a címüket nem adják meg, csak egy cédulát hagynak ott, amit Allison és édesanyja nem tudnak elolvasni.
Olivia este átírja a levele szövegét, és másnap azt adja le közlésre. Az iskolai újság karácsonyi számában Olivia elújságolja, hogy a Mikulás eljött a pékségükbe a feleségével, mindent végigkóstoltak és kedvenc süteményt is választottak maguknak. 
Karácsony este az iskolában műsort rendeznek, ahol Martha a zenei vezető. A műsor előtt Matthew is megjelenik, Olivia meghívására. Oliviát osztálytársai csúfolják, és „dedósnak” nevezik, amiért még hisz a Mikulásban. Matthew megvigasztalja, és közli vele, hogy a többi gyerek a rosszcsontok listáján van, és ne aggódjon amiatt, hogy mit gondolnak. Ráadásul ő hisz Oliviának. 
Oliva meghívja Matthew-t vacsorára. Allison beleegyezik. A vacsoránál Olivia megtudja, hogy Matthew szenvedélye a bútorkészítés, Vermontban született és régebben az öccsével együtt egyedi bútorokat készítettek. Azóta túlságosan elfoglalt, hogy ilyesmivel foglalkozzon. Most Floridában él, Miami-ban. Olivia tovább kíváncsiskodik, és megtudja, hogy Matthew menyasszonya négy évvel ezelőtt balesetben meghalt. Allison bocsánatot kér, ő pedig témát vált, és azon nevetnek, hogy a Mikulás és a Mikulásné eljöttek a pékségbe. Olivia titokban nézi őket.
Egy tévériporter jelenik meg az üzletben az operatőrével. A nő egy gyors riportot készít a Mikulás látogatásáról a boltban és elárulja, hogy Olivia levelét közösségi oldalakon megosztották és az már 3 millió megtekintésnél jár. A történet vírusként terjed, és az üzletben vásárlók tömege jelenik meg. Még Olivia is beáll kiszolgálni a vevőket, és közben még Japánból is kapnak megrendelést. A nap végére szinte az összes sütemény elfogy. Matthew egy pillanatra benéz, és örül a pékség népszerűségének. Allison javaslatára ott marad süteményeket sütni, hogy teljesíteni tudják a nagy megrendelést.
Rebecca, Matthew asszisztense a szállodában gyanúsan viselkedik, a szerződési papírokat rendezgeti és valamit beleír.
A sütés után Matthew elmondja, hogy a menyasszonya halála után a munkájába temetkezett, semmi mással nem foglalkozott, barátnője sem volt azóta. Szóba kerül, hogy ezt a munkamániát szeretné abbahagyni. Ekkor a szék összetörik alatta.
Egy rendkívüli időjárás-jelentés erős havazást mutat az államban. A reptereket nemsokára lezárják, a járatokat törlik.
Matthew szállodája elé egy fekete autó érkezik; a sofőr azonnal indulni akar, mert el kell vinnie Matthew-t a reptérre, amit egy óra múlva lezárnak. Rebecca már kijelentkezett a szállodából és elment. Matthew felhívja a főnökét, aki azt javasolja, utazzon haza az ünnepekre, és gondolja át, mennyire fontos neki ez a pozíció a cégnél. Matthew kénytelen elutazni, és könyörög a fogadó tulajdonosának, mondja meg Allisonnak, hogy mindent helyre fog hozni. 
Allison és Martha a postára indulnának a becsomagolt süteményekkel (ami kb. 50 kg), amikor Paul tájékoztatja őket, hogy a posta már nem vesz fel csomagokat a vihar miatt, és a kormányzó nemsokára az autópályákat is lezáratja.
Martha azt mondja a lányának, hogy Paul látta a kitöltött adásvételi szerződést.
Matthew hazaérkezik az édesanyjához. White Pinesban éjféli misét tartanak, amin Martha énekel, mert az énekesük nem tudott elindulni a nagy hó miatt.
Matthew otthon belenéz a szerződésbe. Mrs. „M” és „Mik” váratlanul felbukkan Allisonéknál karácsony reggelén. Azt gondolták, egyszerűbb, ha ők jönnek el a csomagokért. „Mik” hozzáteszi, hogy találkoztak egy kedves fiatalemberrel, aki megkérte őket, hogy adjanak át Allisonnak egy csomagot. A csomagban egy fából, kézzel faragott angyalka van (Olivia korábban említette, hogy egy angyal hiányzik a karácsonyi figurák közül, amiket ilyenkor ki szokott rakni). A csomagban egy szerződésbontási lehetőség is van. Allison egy fából összerakott, feldíszített széket is talál ott, ahol Matthew alatt összetört a szék, amiről végképp nem tudja, hogy került oda.
A pár megjegyzi, hogy nem autóval jöttek, mert „az túl veszélyes”. A pékség előtt egy szán van, két lóval. Matthew felbukkan, és megmagyarázza, hogy az aláírást Rebecca hamisította a szerződésre, de elírta a nevet, így az érvénytelen, ő pedig az egészről nem tudott. Matthew megvette Clive boltját, hogy bútorkészítő vállalkozásba kezdjen. Mindketten úgy gondolják, hogy összetartozik az életük.

## Szereplők
- színész - szerep
- Rachel Boston - Allison Brentley, kisvárosi pék, cukrász
- Andrew W. Walker - Matthew Gilbert, ingatlanfejlesztő
- Patricia Richardson - Martha, Allison anyja, zenei igazgató, énekes
- Kate Moyer - Olivia Brentley, Allison serdülő lánya
- Bill Lake - Paul polgármester és postás
- Stephanie Moroz - Rebecca Rowe
- Marina Stephenson Kerr - Rose
- Cherissa Richards - Lindsey McMillan
- Caroline Rhea - Mrs. „M”
- Tom Young - „Mik”, Mrs. „M” férje
- Kevin Klassen - Matthew öccse, bútorkészítő
- Megan MacArton - Matthew anyja, ápolónő